# Освіта в Османській імперії

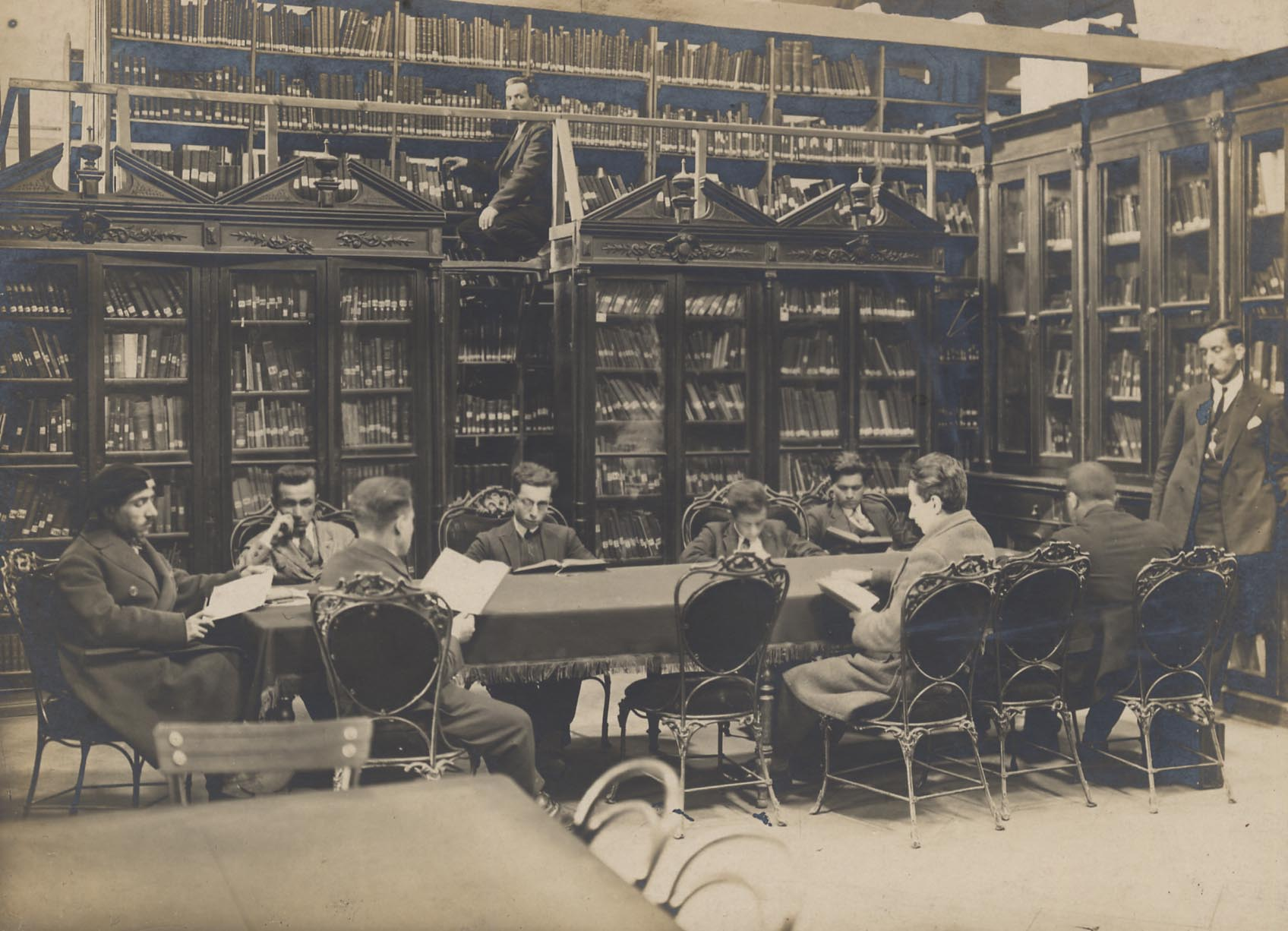
Державна бібліотека Беязит була заснована в 1884 році.

В Османській імперії кожна міллет (релігійна спільнота) створила систему шкільної освіти для своїх членів. Таким чином, освіта була значною мірою розділена за етнічною та релігійною ознакою: мало хто з немусульман відвідував школи для учнів-мусульман і навпаки. Більшість закладів, які обслуговували всі етнічні та релігійні групи, викладали французькою або іншими мовами.

## Освіта
Перший етап початкової освіти та викладання в Османській імперії називався Сібянськими школами (Sibyan Mektepleri). Османська система освіти базувалася на школах Сибян. Сібянська школа була першою і останньою школою для багатьох громадян Османської імперії.

## Освіта мусульман

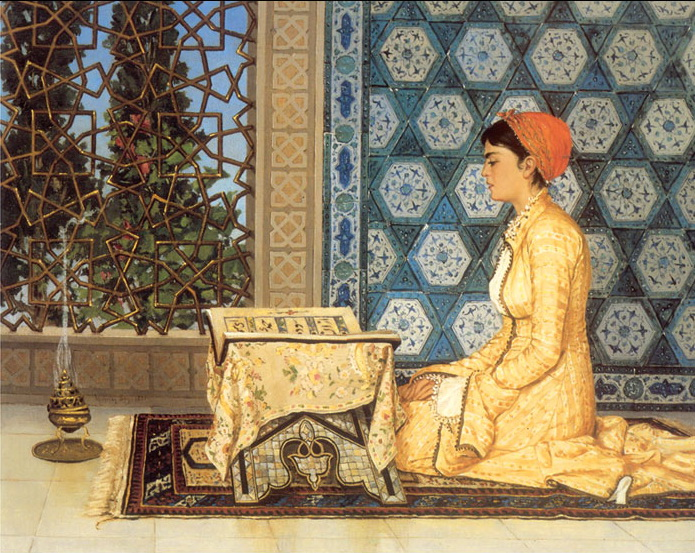
Дівчина читає Коран (Kuran Okuyan Kız), картина 1880 року османського ерудита Османа Хамді-бея, на роботах якого часто зображені жінки, зайняті освітньою діяльністю.

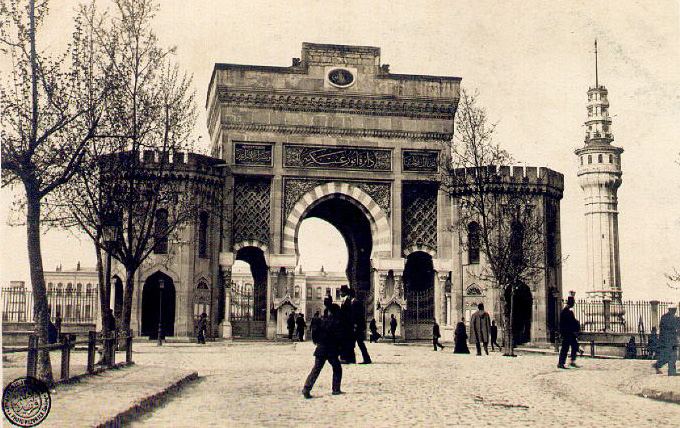
Стамбульський університет є найстарішим університетом Туреччини. За часів Османської імперії західні джерела називали його «Константинопольським університетом».

В Османській імперії існувала традиційна ісламська школа. Початковими школами були мектеби, середніми — медресе. Багато таких шкіл були при мечетях; відповідно оператори мечетей служили директорами мектепів.

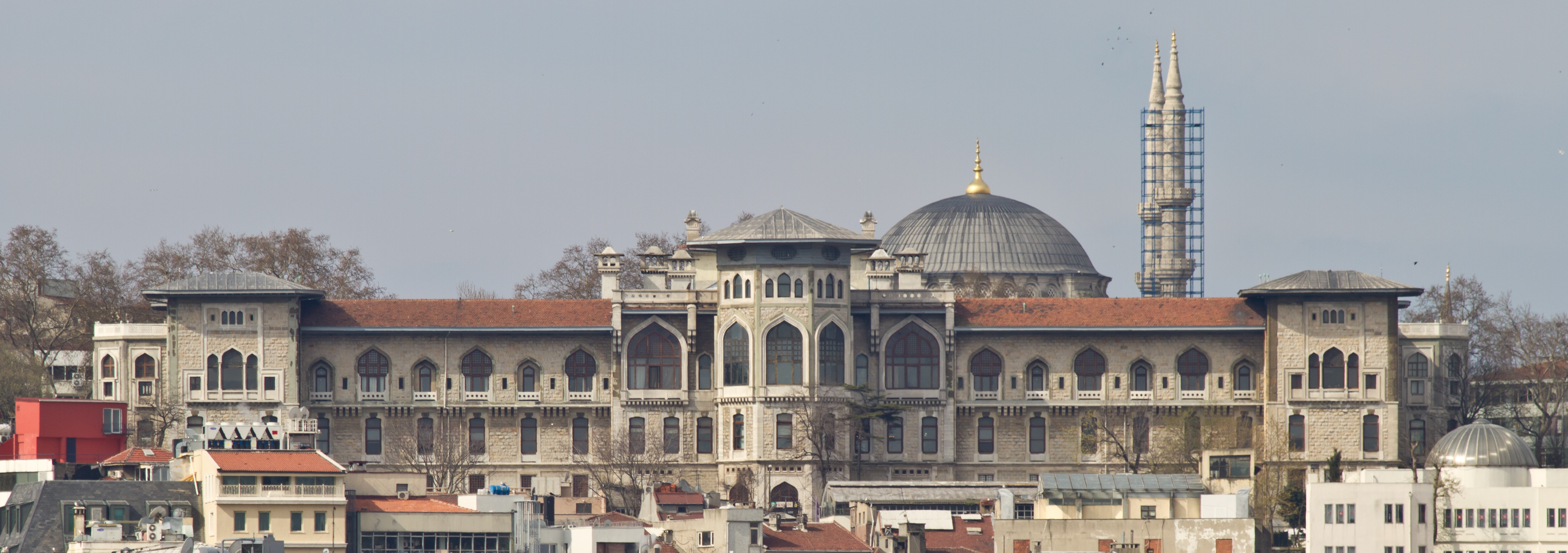
Стамбульська середня школа (турецькою мовою Istanbul Erkek Lisesi) була заснована в 1886 році.

Мектепи були спільним навчанням і часто стягували номінальну плату, хоча деякі надавали безкоштовне харчування та одяг. Люсі Мері Джейн Гарнетт у книзі «Турецьке життя в місті та селі» 1904 року зазначила, що, незважаючи на те, що вступні уроки з читання та письма були нещодавно введені, «навчання [у школах] має переважно релігійний характер». За словами Гарнетта, через раннє створення мектебів та їхніх програм соціального забезпечення, «мабуть, немає жодної країни в Європі, в якій початкова освіта була б надана так рано, як у Туреччині, або так багато стимулів для бідних, щоб батьки дозволили своїм дітям брати участь у її благах».
Історично медресе фінансувалися султанами, а курси мови та ісламу становили навчальну програму. Випускники медресе служили учбовими класами, працювали в державних і релігійних службах. У 1904 році в кожному провінційному місті було принаймні одне медресе, а в Константинополі (нині Стамбул) їх було понад 100. За словами Гарнетта, медресе «в деяких аспектах нагадують університети Західної Європи, як вони існували в середньовіччі». Ґарнетт дійшов висновку, що «не можна заперечувати, що [ медресе ] надали хорошу службу свого часу» завдяки видатним випускникам, які вони мали. До 1904 року фонди, засоби та соціальні виплати медресе були в занепаді, а їхнє значення було в занепаді.
Крім того, до 1904 року в імперії були створені школи західного зразка. Махмуд II створив школи rüşdiye, куди приймали хлопчиків, які були турецьким середовищем і в яких навчалися студенти різних мусульманських груп; дуже мало студентів-немусульман відвідувало школи, і влада не планувала будувати такі школи в районах, населених арабами. Розташовані у великих містах, вони підтримувалися державними коштами. Курси включали географію та історію імперії, читання та письмо, арифметику. Згодом школи покращили розуміння турецької мови боснійськими та критськими жителями, а албанські та курдські жителі отримали більше викладання турецької мови під час правління Абдул-Гаміда II. В арабських містах існували також турецькі школи для дітей державних службовців. Середні школи в сучасному стилі, які обслуговували хлопчиків і готували учнів до середньої/вищої освіти західного типу, називалися Ідадія. Гарнетт заявив, що станом на 1904 рік їх було «дуже недостатньо».
Гарнетт писав, що елітні турецькі хлопчики часто навчалися за кордоном у Франції та Англії, але що елітні дівчата в підлітковому віці рідко робили це, оскільки вони повинні були бути в супроводі родича або доглядача і дотримуватися правил гарему; вона стверджувала, що гувернантки з Англії, Франції, Німеччини та інших країн Європи навчали дівчат із еліти, коли вони жили вдома.
Гарнетт заявив, що османи додають більше шкіл для турецьких дівчат із робітничого та середнього класу, але «обладнання» часто не вистачає, і їх усе ще не вистачає. Для початкових шкіл Комітет Союзу та Прогресу (CUP) прийняв закон у 1913 році, який зробив початкову освіту обов'язковою та безкоштовною в усій Османській імперії, обмеживши розмір класу до п'ятдесяти учнів. Метою закону була підготовка учнів до середньої освіти.

## Освіта немусульман

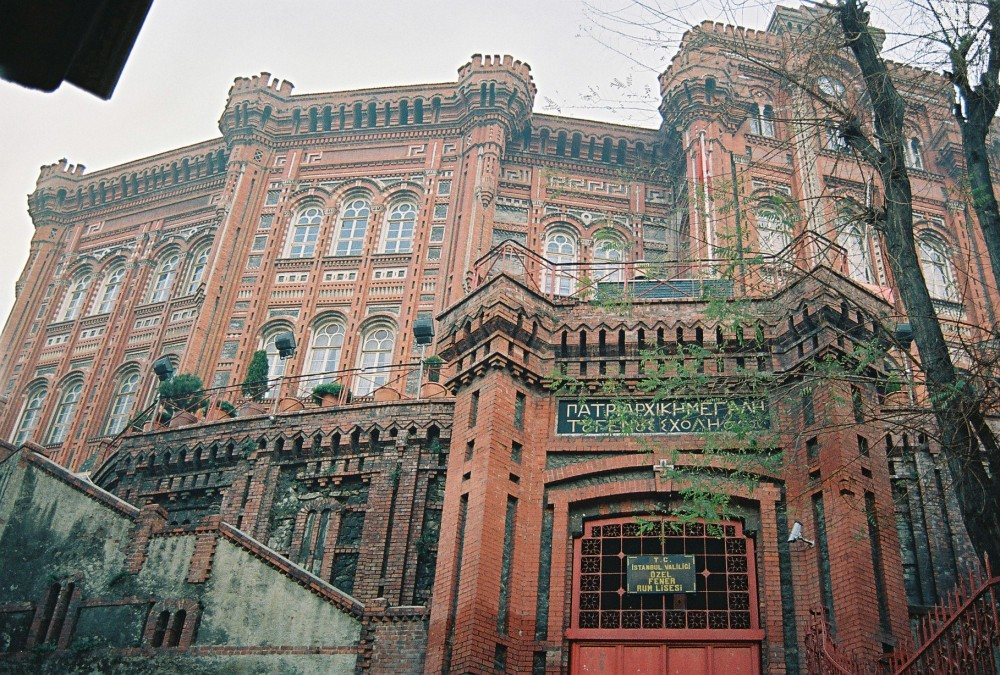
Грецький православний коледж Фанар — це школа грецької меншини, заснована в Османській імперії в 1454 році. Це найстаріша збережена та найпрестижніша грецька православна школа в Стамбулі, Туреччина

Кілька «іноземних шкіл» (Frerler mektebleri), керованих релігійним духовенством, в основному обслуговували немусульман, хоча відвідували деякі студенти-мусульмани.
Йоганн Штраус, автор «Мова і влада в пізній Османській імперії», заявив, що «спільної системи навчання» для всіх релігійних і етнічних груп ніколи не було, частково через те, що члени немусульманських груп опиралися вивченню турецької мови, а не через нездатність вивчити турецьку мову; школи для немусульман зосереджувалися на поширенні етнічних мов.

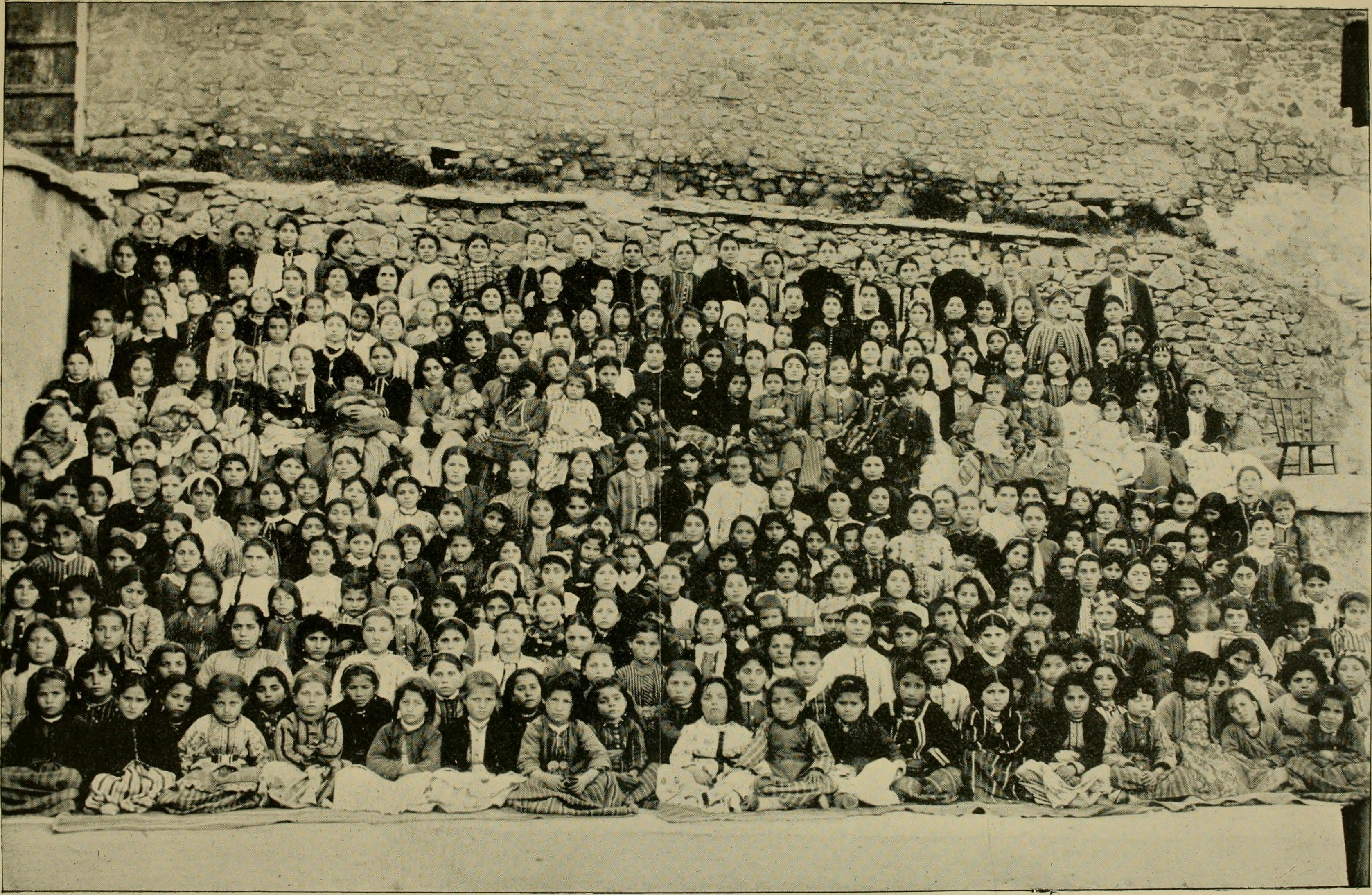
Дівчата в Євфратському коледжі Харпута (1873)

Гарнетт описав школи для християн та євреїв як «організовані за європейськими моделями», з пожертвуваннями на підтримку їхньої роботи, більшість із них «добре відвідувані» та мають «високий рівень освіти».

## Шкільна статистика
Уповноважений з питань освіти США опублікував звіт, в якому зазначено, що в 1908 році в Османській імперії було приблизно 12 077 шкіл. У ньому зазначалося, що в 1910 році в Османській імперії в 36 230 школах навчалося приблизно 1 331 200 учнів; студенти становили близько 5,3 % від загального населення Османської імперії. Стосовно цифр у доповіді зазначено, що вони «можуть бути перебільшеними, хоча відомо, що за останні кілька років кількість шкіл збільшилася в рази, особливо в містах і селищах».
У 1909 році в Константинополі (Стамбулі) було 626 початкових шкіл і 12 середніх. З початкових шкіл 561 була нижчого ступеня і 65 — вищого; з останніх 34 були державними та 31 приватними. Було одне середнє училище та одинадцять середніх підготовчих шкіл.

## Вища освіта

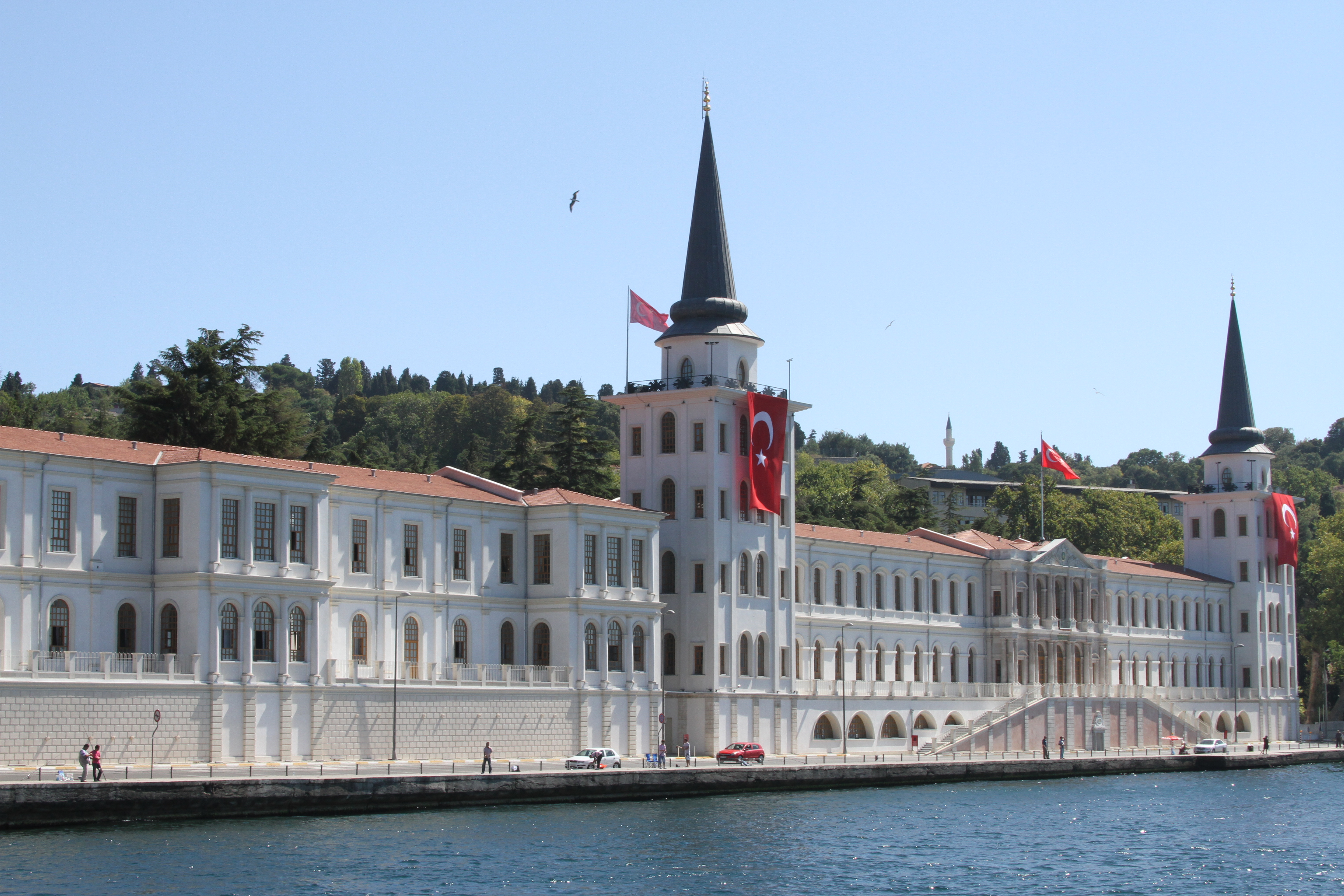
Військова середня школа Кулелі в Стамбулі біля Босфору.

Пізня Османська імперія моделювала свою державну університетську систему за зразком Grandes Ecoles Франції; вона виникла наприкінці 1800-х років, першою установою був Константинопольський Darülfünun-ı şahane (нині Стамбульський університет). Штраус стверджував, що Османська імперія створила свою університетську систему пізніше, ніж Австро-Угорщина та Росія.

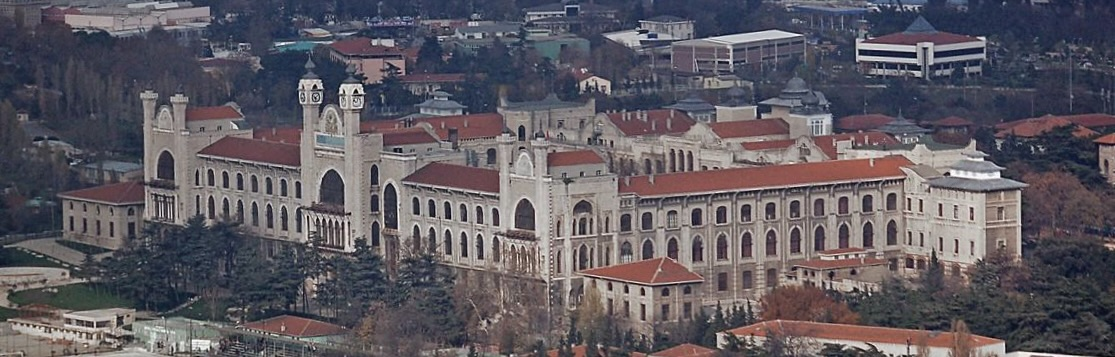
Кампус Хайдарпаша Університету Мармара, спочатку Імператорський медичний коледж (Mekteb-i Tıbbiye-i Şahane), Стамбул.

У 1827 році султан Махмуд II заснував Імперську школу медицини, військово-медичну школу. У 1867 році почала роботу Цивільна медична школа, яка в 1909 році була об'єднана в одну.
Іншою медичною школою, яка була французькою, був Бейрутський французький медичний факультет Бейрута. Турецький медіум Şam Mekteb-i tıbbiyye-i mulkiyye-i şahane у Дамаску придбав книги, написані французькою мовою, і ввів тести на знання французької мови. У 1880 році була створена подвійна османсько-турецька та французька юридична школа Mekteb-i Hukuk.
Приблизно в 1859 році була створена Османська турецька школа управління (Mekteb-i mülkiyye-i şahane). Штраус заявив, що це допомогло створити еліту арабських територій і албанських територій в Османській імперії та пост-османських країнах. У школі була значна кількість вірменських і грецьких викладачів і студентів, хоча освітою була османська турецька мова. У 1880 році була створена подвійна османсько-турецька та французька юридична школа Mekteb-i Hukuk.
Інші медичні школи включали Faculté Française de Médecine de Beyrouth у Бейруті та Şam Mekteb-i tıbbiyye-i mulkiyye-i şahane у Дамаску; вони були французько-середніми та османсько-турецькими, відповідно. Останній придбав книги, написані османською турецькою та французькою мовами, і запровадив тести на знання французької мови.
Крім того, іноземні організації заснували коледж Роберта в Константинополі, а також Університет Святого Йосипа та Сирійський протестантський коледж (нині Американський університет Бейрута) у Бейруті.
Деякі османи навчалися за кордоном у Європі.

## Навчальні заклади
Вищі навчальні заклади:
- Анатолійський коледж у Мерзіфоні (третій компонент)
- Імператорська школа медицини
- Імперська морська інженерна школа (осман. Ottoman Turkish: Mühendishane-i Bahr-i Hümayun), нині Стамбульський технічний університет
- Коледж Санасарян в Ерзерумі